# Ткебучава, Гоча Карлович
Го́ча Ка́рлович Ткебуча́ва (груз. გოჩა კარლოს ძე ტყებუჩავა; 24 ноября 1963) — советский и грузинский футболист. Ныне — тренер. 

## Карьера

### Игровая

#### Клубная
Футбольную карьеру Гоча Ткебучава начал в грузинском «Локомотиве» в 1982 году. Проведя несколько игр во второй лиге он перешёл в тбилисское «Динамо», но сыграл лишь один матч за дубль и ушёл в московское «Динамо». В высшей лиге Гоча дебютировал 23 мая в матче 12-го тура против «Пахтакора», выйдя на замену после перерыва вместо Александра Бородюка и на 86-й минуте забил гол. Всего в том сезоне Ткебучава сыграл 17 матчей, забив 3 гола. Сезон 1983 года он также провёл в «Динамо», а в 1984 перешёл в «Гурию». За 3 года Гоча провёл 132 матча и забил 16 мячей. В 1986 году помог команде выйти из первой лиги в высшую, однако в следующем сезоне «Гурия» в чемпионате СССР заняла последнее место и вылетела обратно, а Ткебучава покинул клуб. Сезон 1988 года он начал в тбилисском «Динамо», а летом вернулся в «Гурию», сыграв за 4 сезона 98 матчей и забив 4 гола. С 1991 по 1992 год Гоча играл за «Иберию», с 1992 по 1993 за финский клуб «Ильвес». С 1993 по 1994 он снова играл за «Динамо» из Тбилиси. В 1994 году Ткебучава уехал в Израиль и выступал там до завершения карьеры в 2000 году.
С июня 2017 года помощник главного тренера Шота Арвеладзе в ташкентском «Пахтакоре».

#### В сборной
В 1983 году Гоча Ткебучава был в составе молодёжной сборной СССР на чемпионате мира в Мексике, однако не сыграл там ни одного матча.
Свой единственный матч за сборную Грузии он сыграл 26 июня 1994 года в товарищеской встрече против сборной Латвии.

### Тренерская
После окончания выступлений Ткебучава стал тренером.
В 2001 году возглавлял «Динамо» из Тбилиси. В 2004 году руководил молодёжной сборной Грузии.
С 2017 года входит в тренерский штаб узбекистанского клуба «Пахтакор» (Ташкент).